# Izák Abrahamides
Izák Abrahamides (pseudonymy Hrochotius, Hrochotský, z Hrochoti) (1557 Hrochoť – 3. září 1621 Bojnice) byl slovenský spisovatel, přední představitel slovenské reformace, pedagog a organizátor slovenského protestantského školství.

## Životopis
Narodil se v rodině zemana a kapitána na Zvolenském hradě Abraháma z Hrochoti a jeho manželky Anny.

## Tvorba
Jeho literární činnost byla zcela v službách evangelické církve.

## Dílo
- 1612 – Katechysmus D. M. Luthera, slovenský překlad Lutherova Katechizmu (Levoča)
- 1617 – Oratio exequialis…D. Georgio Thruzoni (Levoča)